# Gypsy Punks: Underdog World Strike
Gypsy Punks: Underdog World Strike är ett album av gruppen Gogol Bordello, släppt 2005.

## Låtförteckning
Alla låttexter är skrivna av Eugene Hütz. Musiken är gjord av by Eugene Hütz, Gogol Bordello.
1. Sally
2. I Would Never Wanna Be Young Again
3. Not a Crime
4. Immigrant Punk
5. 60 Revolutions
6. Avenue B
7. Dogs Were Barking
8. Oh No
9. Start Wearing Purple
10. Think Locally, Fuck Globally
11. Underdog World Strike
12. Illumination
13. Santa Mariella
14. Indestructible
15. Mishto!